# 하촌로 (인천)

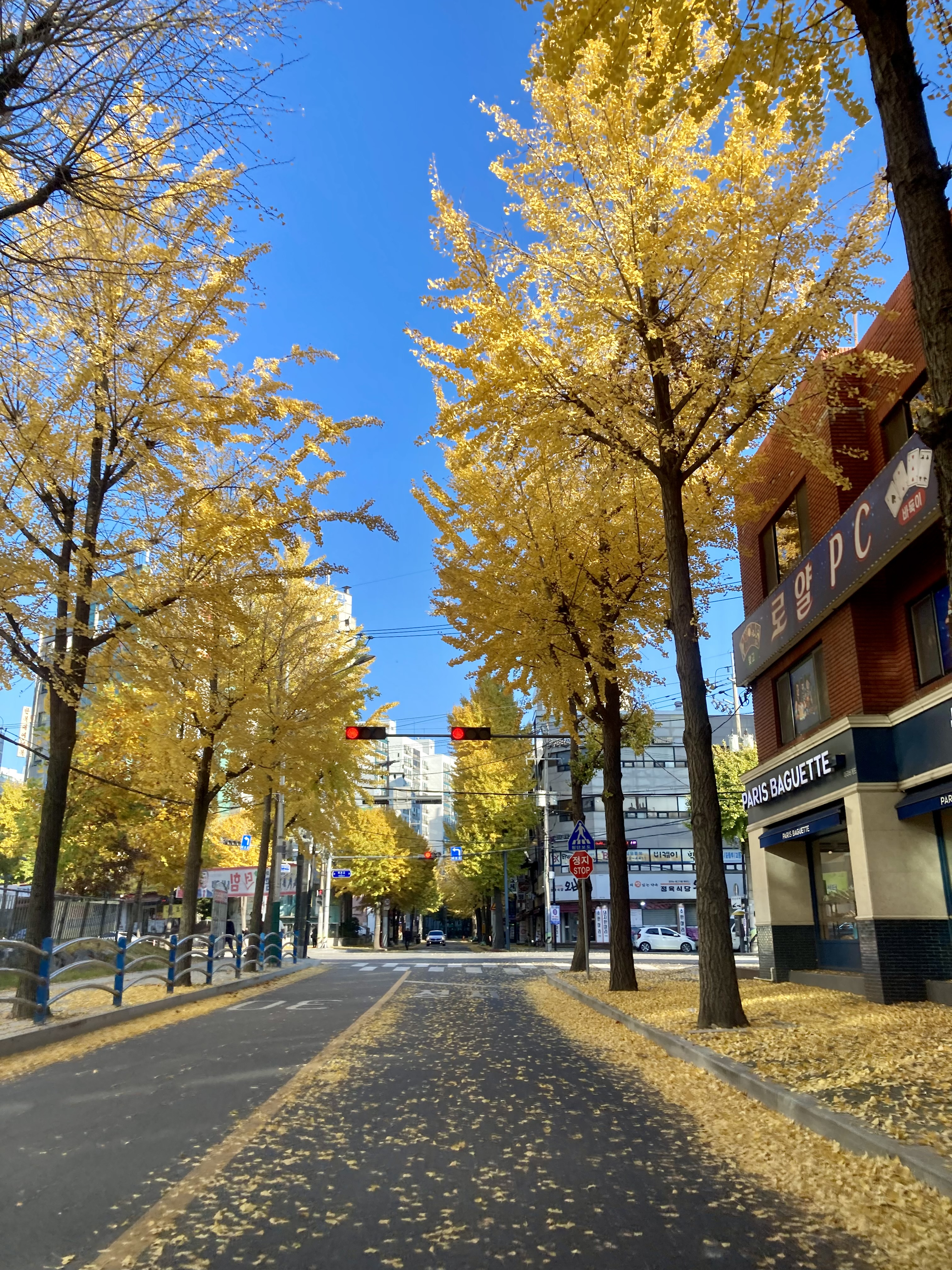
하촌로 은행나무거리

하촌로는 인천광역시 남동구 만수동에 소재한 도로이다. 만수동 1003에서 기점, 만수동 990을 종점으로하는 길이 총 762m의 짧은 도로이다.

## 개요
과거 조선시대부터 소래포구에서 무역을 서울로 하던 지역이다. 하촌마을이라는 지명어원을 인용하여 제명된 도로로 비교적 짧은도로이다.
만수동 먹자골목이라고 통칭하기도하며, 소상공인이 많이 분포되어있는 도로이기도 하며, 1970 ~ 1990년도의 만수동 도시개발 지역이자, 만수천과 인접해있어, 가로수들이 은행나무가 오래된 동네로 알려져 있다.
짧은 음식점 거리가 있고, 만수천, 하촌서로, 인주대로, 복개서로, 복개동로, 오거리 형태(남동구보건소 앞 신만수교)로 만나는 구간이 있다. 만수동 하촌마을 지역으로 은행나무 보호수의 동네로도 알려진 동네이다.

## 인근건물 및 하천
1980년 ~ 1990년도에 건립 및 준공된 건물이 많은 편이며, 남동구청, 만수1동행정복지센터 등이 인근에 위치해 있다.
- 삼환아파트

- 하우스토리 아파트
- 만수1동행정복지센터
- 만수동우체국
- 만수천(복개 전)

## 사진

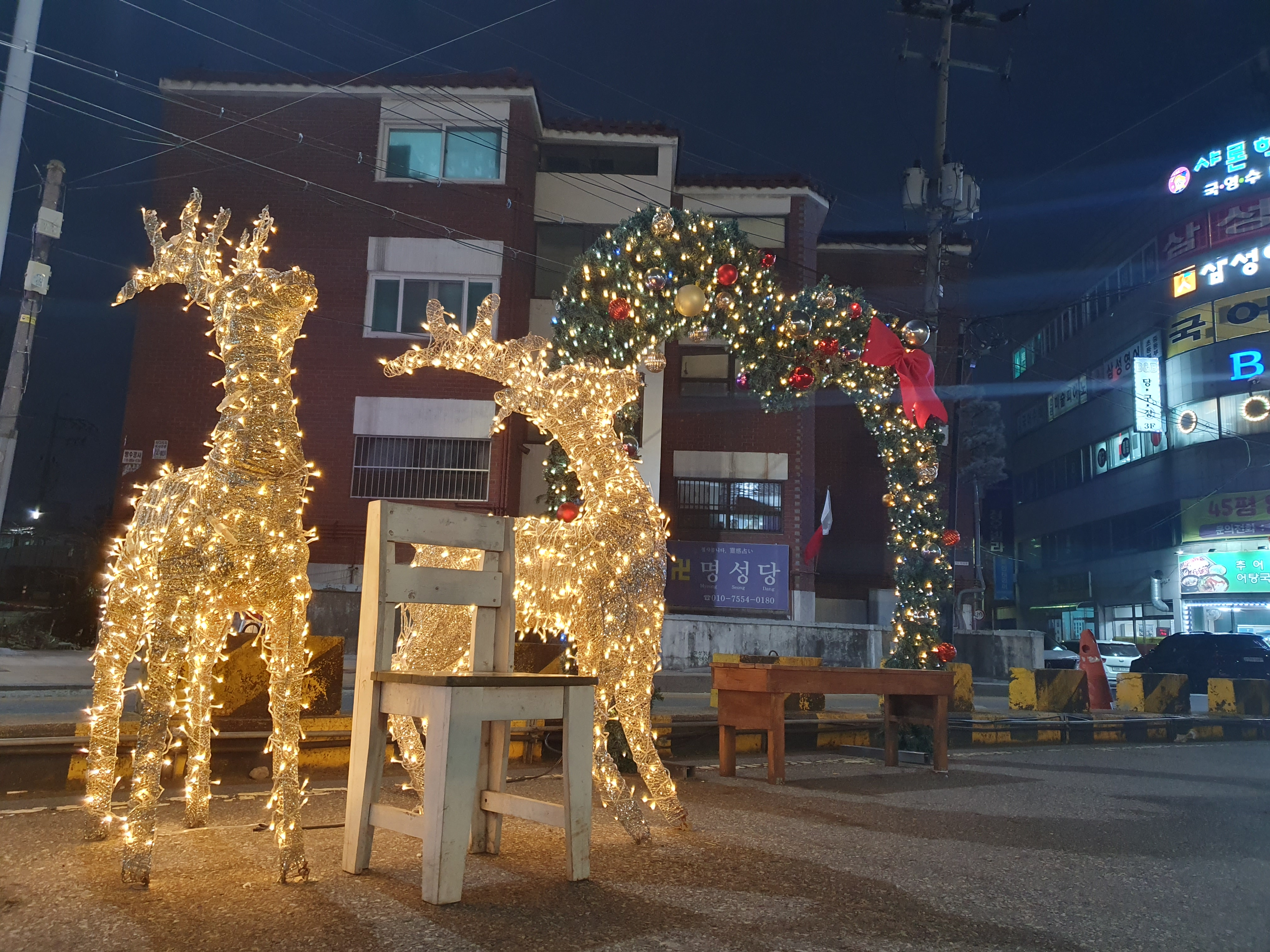
만수천 빛의거리(야경)
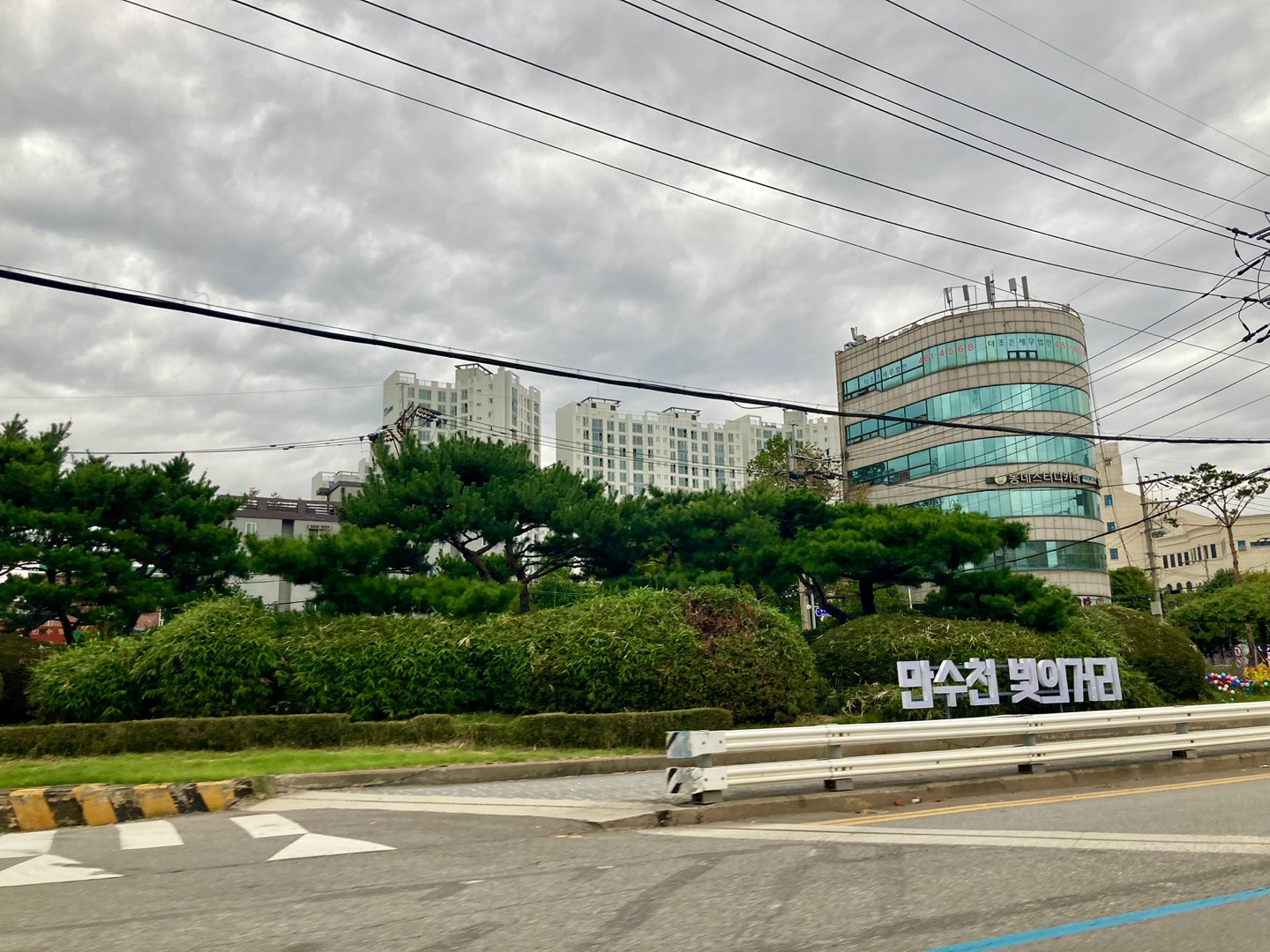
만수천 빛의거리
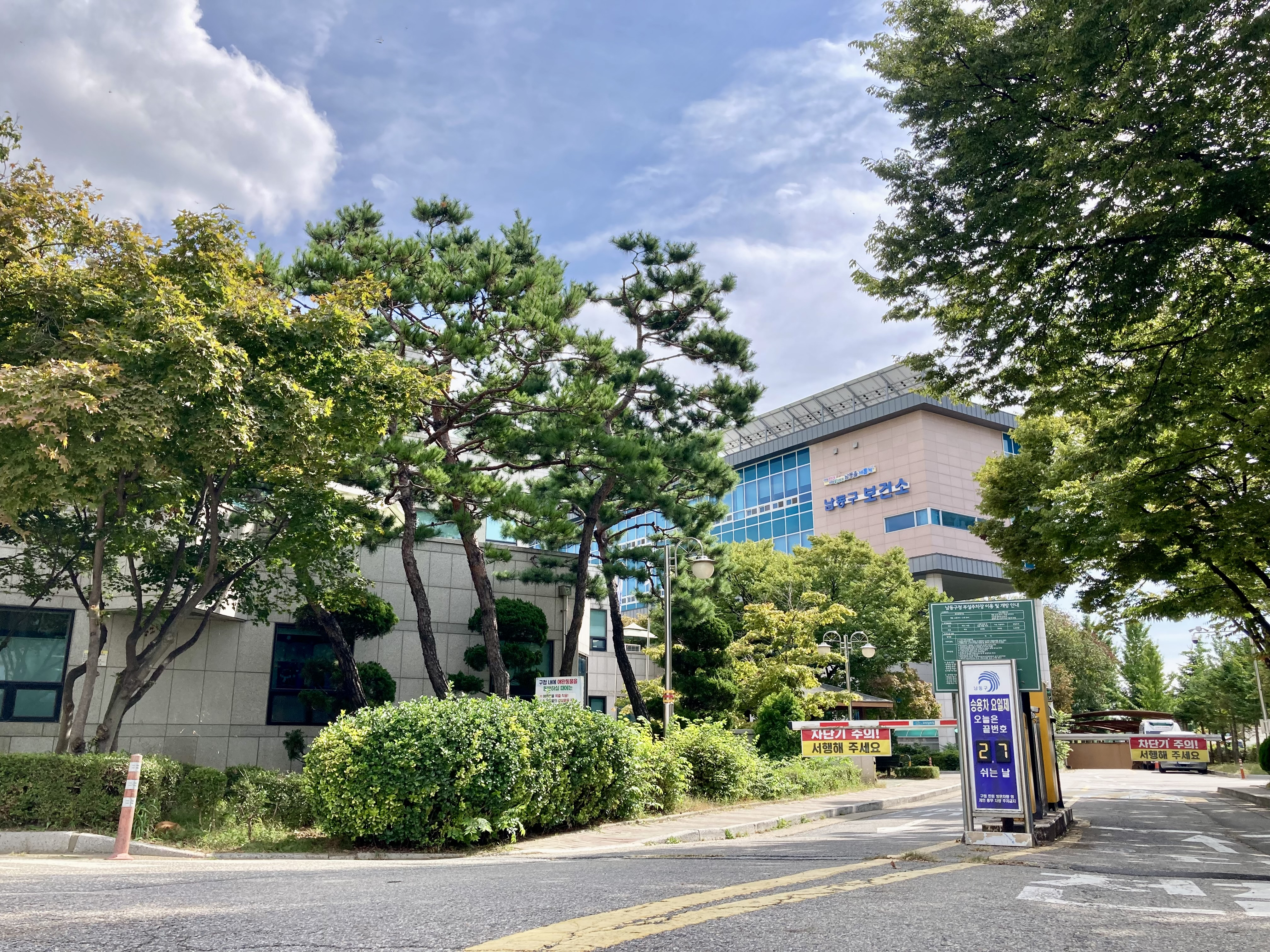
남동구보건소
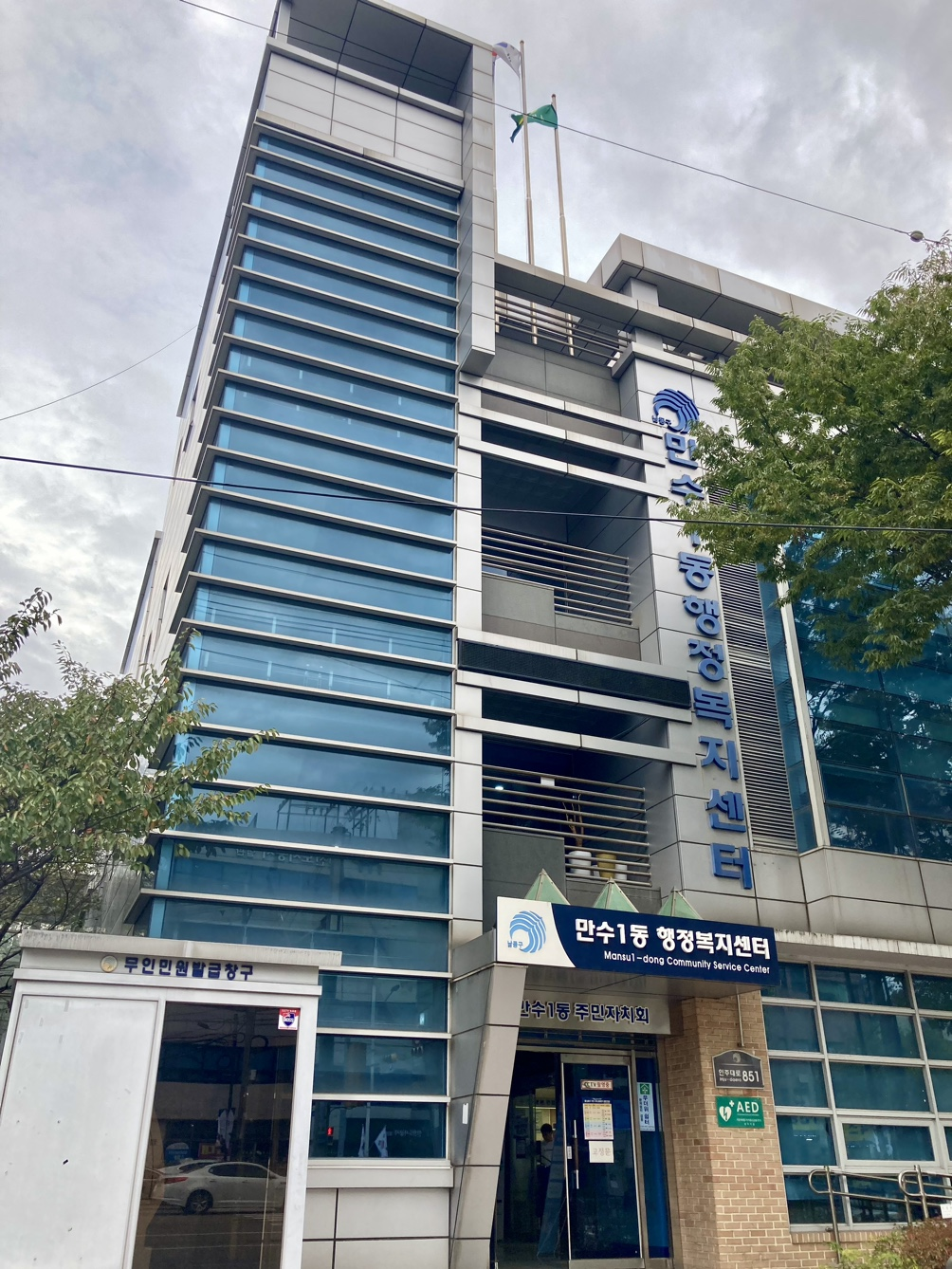
만수1동행정복지센터

## 인접도로
- 인주대로
- 백범로
- 하촌서로
- 소래로
- 복개서로
- 복개동로